# Ragnar Kjartansson
Ragnar Kjartansson est un artiste islandais né le 3 février 1976 à Reykjavík.

## Biographie
Ragnar Kjartansson est le fils de l'actrice Guðrún Ásmundsdóttir et du réalisateur Kjartan Ragnarsson.
Il a étudié à l'Académie des Arts d’Islande et au Royal Institute of Art de Stockholm.
En 2009 et 2013 il représente l'Islande à la Biennale de Venise,.
Depuis plusieurs années, son travail bénéficie d’une large reconnaissance internationale et a été montré dans le cadre de nombreuses expositions personnelles en Europe et aux Etats-Unis. Après avoir de nouveau participé à la Biennale de Venise en 2013 avec le projet « S.S. Hangover », il a présenté « The Visitors » à l’ICA de Boston et au Guggenheim de Bilbao en 2014. Une vaste exposition personnelle a également eu lieu en 2014 au New Museum, à New York.

## Expositions
- 2016 : The Visitors  au Théâtre Garonne, Toulouse
- 2016 : The Visitors au MAC de Montréal
- 2015 : Ragnar Kjartansson Seul celui qui connaît le désir au Palais de Tokyo
- 2014 : Me, My Mother, My Father, and I au New Museum de New York[3]
- 2014 : The Visitors au Musée Guggenheim de Bilbao et au ICA de Boston